# 1585
1585 (MDLXXXV) var ett normalår som började en tisdag i den gregorianska kalendern och ett normalår som började en fredag i den julianska kalendern.

## Händelser

### Januari
- 1 januari – Från detta år härrör Sveriges äldsta bevarade almanacka. Den innehåller uppgifter om himlakropparnas rörelser och förutspår väder för det kommande året.

### Februari
- 21 februari – Johan III gifter sig med Gunilla Johansdotter. Inför bröllopet författar Ericus Jacobi Skinnerus Epithalamion (Bröllopssång; en av den nylatinska poesins mest kända svenska alster från epoken).
- 22 februari – Gunilla Bielke kröns till drottning av Sverige.

### Mars
- 11 mars – Härnösands stad får stadsprivilegier.[1]

### April
- 24 april – Sedan Gregorius XIII har avlidit den 10 april väljs Felice Peretti di Montalto till påve och tar namnet Sixtus V.

### November
- 5 november – Pontus De la Gardie drunknar i floden Narva.

### December
- 19 december – Stillestånd sluts mellan Sverige och Ryssland i Pliusa.

## Födda
- 23 januari – Mary Ward, engelsk nunna och skolgrundare.
- 9 september – Armand-Jean du Plessis Richelieu, kardinal, fransk statsman.
- 3 oktober – Domingo Pimentel Zúñiga, spansk kardinal.
- 4 oktober – Anna av Tyrolen, tysk-romersk kejsarinna.
- 28 oktober – Cornelius Jansen, nederländsk teolog.
- Christence Juul, dansk författare.

## Avlidna
- 10 april – Gregorius XIII, född Ugo Boncompagni påve sedan 1572.
- 5 november – Pontus De la Gardie, svensk general (drunknad).
- 1 oktober – Anna av Danmark, kurfurstinna av Sachsen.
- 27 december – Pierre de Ronsard, fransk poet.

### Fotnoter
1. ↑  Nordisk familjebok 1910 - Härnösand (läst 4 april 2011)